# Народно-либеральное действие
Народно-либеральное действие (фр. Action libérale populaire, ALP) или Либеральное действие (Action libérale) — консервативно-либеральная и христианско-демократическая политическая партия, представлявшая католиков, поддерживавших Третью Французскую республику. Она действовала в правоцентристских кругах, в первую очередь для противодействия левореспубликанской коалиции во главе с Пьером Вальдеком-Руссо и Эмилем Комбом, которые занимали антиклерикальную позицию, действуя на ослабление католической церкви, особенно её роли в образовании. Наилучшего результата на выборах Либеральное действие достигло в 1902 году, завоевав 85 депутатских мандатов. Партия смогла построить общенациональную газетно-пропагандистскую сеть, имевшую хорошее финансирование. В 1906 году партия насчитывала 1200 местных комитетов и 200 000 членов которые платили членские взносы, что давало ей сильное преимущество перед любой другой французской политической партией.
Народно-либеральное действие сыграло важную историческую роль, интегрировав «сплочённых католиков» в политическую жизнь Франции и став первой в стране правоцентристской политической партией, организовавшейся в соответствии с «современной» концепцией. Не без труда и противоречий она способствовала процессу, который привел к переходу от требования христианской монархии к откровенному принятию республиканских институтов. Следующая попытка создать массовую умеренную католическую партию была предпринята в 1924 году основателями Народно-демократической партии.

## История
Либеральное действие было основано 17 мая 1902 года Жаком Пью и Альбером де Меном, бывшими монархистами, перешедшими в республиканизм по просьбе Папы Льва XIII. С точки зрения церкви, их миссия состояла в том, чтобы выразить политические идеалы и новые социальные доктрины, воплощенные в энциклике 1891 года «Rerum Novarum».
Либеральное действие создавалось как парламентская группа, из которой возникла политическая партия, к названию которой добавили слово «народный», чтобы обозначить массовость новой организации.
Членство в партии было открыто для всех, а не только для католиков. Она стремилась собрать всех «честных людей» и стать плавильным котлом, в котором, по идее Льва XIII, католики и умеренные республиканцы объединились бы для поддержки политики терпимости и социального прогресса. Её девиз резюмировал партийную программу: «Свобода для всех, равенство перед законом, лучшие условия для рабочих». Однако «старых республиканцев» было мало, и партии не удалось собрать вокруг себя всех католиков, так как её сторонились монархисты, христианские демократы и интегристы. В конце концов, Народно-либеральное действие объединило в основном либералов-католиков (Жак Пью) и социал-католиков (Альбер де Мен).
Религиозные вопросы с момента партии основания были в центре её внимания, она с самого начала была втянута в борьбу (её первые шаги совпали с началом кабинета Комба и его антиклерикальной боевой политики). Либеральное действие защищало церковь во имя свободы и общего права.
После выборов 1902 года Либеральное действие стало основной в парламенте оппозиционной партией Левому блоку премьер-министра Пьера Вальдека-Руссо. К ней присоединилась почти половина депутатов бывшей «антисемитской группы» Эдуара Дрюмона, среди которых был и маркиз Режис де л'Эстурбейон. Между 1902 и 1906 годами почти тридцать депутатов партии также принадлежали к Националистической республиканской группе под председательством антидрейфусара Эжена Годфруа Кавеньяка.
Либеральное действие, однако, решает отказаться от поддержки «дела Дрейфуса» и сосредоточиться на защите католицизма, в то время как кабинет Эмиля Комба проводил напористую антиклерикальную политику. Народные либералы открыто выражали яростную неприязнь к этой политике, считавшейся сектантской и диктаторской, поддерживаемой, по их мнению, ненавистным масонством, если не «иудео-масонством». Однако они не ограничивались защитой католицизма и выступали за реформы, как политические (пропорциональное представительство, разработка «либеральной» конституции, децентрализация), так и социальные (профессиональное представительство). Во имя своих христианских идеалов Либеральное действие учредила ряд общественных организаций: общества взаимопомощи, учебные кружки, профессиональные ассоциации и так далее.
Защищая церковь во имя свободы, прежде всего свободы образования, от «якобинского и масонского гнета», ALP позиционировала себя как правая республиканская партия и на пике популярности насчитывала более 70 депутатов, около 250 000 активистов и 2 500 комитеты по всей Франции, прежде всего в Париже, на севере, в Лионе, в Мёрте и Мозеле, во Франш-Конте, в Жиронде, Варе, Ренне и Шоле. Один из вице-президентов ALP, промышленник с Севера Поль Ферон-Врау, с 1904 года стал создавать для поддержки ALP газетный холдинг La Presse régionale, ставший совладельцем ряда провинциальных газет.
Добившись на первых порах успехов (в 1902 и 1906 годах ALP была третьей в стране партией и по количеству голосов и по количеству парламентских мандатов), Народно-либеральное действие стало терять популярность с 1908 года, лишившись поддержки Рима и став мишенью для нападок со стороны ряда правоконсервативных сил, в первую очередь Французского действия и «непримиримых» католиков, которые яростно боролись с народными либералами. Тем не менее, до 1914 года Либеральное действие оставалась крупнейшей правой партией Франции.
Во время Первой мировой войны Народно-либеральное действие входило в коалицию Священный союз, созданную по инициативе президента Республики Раймона Пуанкаре с целью объединить французов всех направлений (политических или религиозных) во имя победы над Германией.
Почти забытая за время Великой войны, Народно-либеральное действие по-прежнему оказывали важное моральное влияние на избирателей-католиков и его руководство активизировалось в 1919 году, присоединившись к Национальному блоку, правоцентристской коалиции, находившейся у власти во Франции с 1919 по 1924 год. Официально партия прекратило своё существование 30 ноября 1919 года, а депутаты от народных либералов присоединились к Республиканской федерации, войдя в парламентскую группу Демократическое республиканское согласие (группа Араго). В 1922—1923 годах народные либералы вошли в Национальное республиканское действие, недолговечную коалицию правых сил, в которой их представлял один из лидеров, граф Ксавье де Ларошфуко. Народные либералы по-прежнему стремились вернуть прежнее влияние, особенно в 1923 и 1927 годах, но безуспешно. Ксавье де Ларошфуко с 1924 по 1932 год возглавлял «Секретариаты национального и социального согласия» (secrétariats de Concorde nationale et sociale), негласную организацию, ответственную за возрождение Народно-либерального действия при активной помощи газет группы La Presse régionale Поля Ферона-Вро и Жюля Дассонвиля.

## Электоральная история
| Итоги выборов в Палату депутатов |       |           |       |           |      |         |
| Год                              | Место | Голоса    | %     | Мандаты   | +/-  | Лидер   |
| 1902                             | 3-е   | 1 350 581 | 16,00 | 85 из 589 | —    | Жак Пью |
| 1906                             | 3-е   | 1 238048  | 14,05 | 66 из 585 | ▼ 19 | Жак Пью |
| 1910                             | 6-е   | 737 616   | 8,65  | 30 из 595 | ▼ 36 | Жак Пью |
| 1914                             | 4-е   | 956 261   | 11,34 | 23 из 601 | ▼ 7  | Жак Пью |

## Известные члены
- Жак Пью[фр.], юрист и политик, депутат от Лозера (1906—1919), президент-основатель партии.
- Альбер де Мен, военный, политик и социальный реформатор, первый вице-президент партии, депутат от Финистера (1894—1914), член Французской_академии (1897—1914).
- Гиацинт де Гайяр-Бансель[фр.], политик, юрист и пионер сельскохозяйственного синдикализма, депутат от Ардеш (1899—1910, 1912—1924).
- Луи Эбер[фр.], адвокат, муниципальный советник в Дижоне (1898—1919), депутат от Кот-д’Ор (1913—1914).
- Маркиз Режис де л'Эстурбейон[фр.], бретонский аристократ и политик, основатель Союза бретонских регионалистов, депутат от Морбиана (1898—1919).
- Жан Плишон[фр.], горный инженер, промышленник и политик, депутат от Азбрука (1902—1919).
- Эмиль Дриан, военный, писатель, депутат от Нанси (1910—1916).
- Дени Кошен[фр.], писатель и политик, депутат от Парижа (1893—1919), член Французской_академии (1911—1922).
- Жюль де Кювервиль, военно-морской офицер, Начальник штаба французского военно-морского флота, сенатор от Финистера (1901—1912)[12].
- Эмиль де Марсер, политик, министр, последний бессменный сенатор (с 1884).